# Земляной, Игорь Степанович
И́горь Степа́нович Земляно́й (26 мая 1967, пос. Первомайский, Восточно-Казахстанская область, Казахская ССР, СССР) — советский и казахстанский хоккеист, защитник; тренер. Игрок сборной Казахстана.

## Биография
Воспитанник усть-каменогорского хоккея, тренер — Владимир Решетников.
В составе сборной Казахстана участвовал в Олимпийских играх и пяти чемпионатах мира.
Наибольшую известность получил, играя за магнитогорский «Металлург», в составе которого дважды побеждал в Евролиге. Заканчивал карьеру в «Авангарде», и остался в Омске на тренерской работе.
Главный тренер клуба МХЛ «Омские Ястребы».

## Достижения
- Четвертьфиналист зимних Олимпийских игр 1998 г.
- Трёхкратный чемпион России (1999, 2001, 2004 гг.).
- Серебряный призёр чемпионата России (1998 г.).
- Бронзовый призёр чемпионата России (2000, 2002 гг.).
- Обладатель Кубка России 1998 г.
- Двукратный чемпион Евролиги (1999, 2000 гг.).
- Лучший хоккеист Казахстана 1992 года.
- Чемпион Казахстана 1993—1995 гг.
- Серебряный призёр Зимней Универсиады 1991 г.